# Kuborn
Kuborn (luxembourgeois : Kéiber) est une section de la commune luxembourgeoise de Groussbus-Wal située dans le canton de Redange.